# Guščarica
Guščarica (lat. Conringia), biljni rod iz porodice kupusovki (Cruciferae) rasprostranjen po Europi, srednje Azije i sjeverne Afrike. Postoji 6 priznatih vrsta, od kojih dvije rastu i u Hrvatskoj, to su austrijska i istočnjačka guščarica

## Vrste
1. Conringia austriaca (Jacq.) Sweet
2. Conringia clavata Boiss.
3. Conringia grandiflora Boiss. & Heldr.
4. Conringia orientalis (L.) C.Presl
5. Conringia persica Boiss.
6. Conringia planisiliqua Fisch. & C.A.Mey.

## Sinonimi
- Goniolobium Beck
- Gorinkia J.Presl & C.Presl